# Алавив
Алавив (на латински: Alavivus) е вожд, крал на тервингите (вестготите) 350 – 369 г.
През 376 г. готите на Алавив и Фритигерн преминават Дунав и се заселват в Мизия.
През 376 г. римският генерал Лупицин с главна квартира в Марцианопол парави опит да отрови Алавив и Фритигерн на един дипломатичен банкет. Тогава готите въстават и го побеждават. Грабят околностите на Марцианопол, без да нападат градове, понеже още не са познавали техниката за война против крепости. След това пресичат Стара планина и тръгват в посока Адрианопол. Стационираните там готски помощни войски преминават към тях.
През лятото на 377 г. събраните римски войски от Армения с източноримските военачалници Траян и Профутур, пристигат и към тях се присъединява западноримският генерал Рикомер. Готите се отдръпват северно зад Стара планина в техния град от коли Ад Салицес, където се провежда битка без ясен резултат. Малката римска войска се отдръпва, за да подсигури планинските проходи, а готите с групи от хуни и алани грабят териториите южно от планината в Тракия. Te стигат до Константинопол, но са прогонени от арабски помощни войски.
Към него 377 – 378 г. се присъединяват още и остготите на Алатей и Сафракс. Лупицин вижда недоволството на готите и се опитва да плени вождовете им Фритигерн, Алавив и други на банкет в Марцианопол (дн. Девня). Алавив е убит, но Фритигерн се измъква от капана повежда готите на открит бунт и избива военната част предвождана от Луципин на 15 км от Марцианопол.